# Parorsidis delevauxi
Parorsidis delevauxi là một loài bọ cánh cứng trong họ Cerambycidae.